# Jan van Drecht
Jan van Drecht (30 april 1932) is een voormalig Nederlands voetballer
Van 1950 tot en met 1961 was Jan van Drecht keeper van het eerste elftal van Ajax. Hij stond in de competitie 72 wedstrijden onder de lat. Hij is niet continu de eerste keus geweest van de coach, hij was vooral reserve. Onder andere Ad Visser en Eddy Pieters Graafland heeft hij voor zich gehad. Na het vertrek van Eddy Pieters-Graafland naar rivaal Feyenoord wisselde hij regelmatig van plek met Bertus Hoogerman, zeker als blessures bij een van beide keepers de kop opstaken.